# Isuzu Traga
L'Isuzu Traga è un veicolo commerciale leggero prodotto dalla azienda giapponese Isuzu dal 2018. Sostituisce il pick-up Bison e Panther. 
Viene prodotto e venduto principalmente in Indonesia e dal 2019 viene esportato anche in altri paesi del sud-est asiatico. Nelle Filippine viene venduto come Isuzu Traviz.
Il nome "Traga" deriva da "X- tra (Extra) Lega ", che in indonesiano significa "molto spazioso".

## Panoramica
Il Traga è stato lanciato in Indonesia il 23 aprile 2018  ed è offerto in due varianti: Flat Deck (camioncino pick-up) e Box (versione chiusa). La variante Flat Deck ha una dimensione del cassone posteriore di 2.810 mm × 1.620 mm × 300 mm . 
Nelle Filippine, il Traviz è stato lanciato il 13 novembre 2019 ed è disponibile in due tipi di allestimento: S e L.  Prima che fosse utilizzato il nome "Traviz", era stato presentato come "VT02" nell'ottobre 2018.

## Motore
Il Traga è disponibile con il motore turbo diesel 2,5 litri 4JA1-L quattro cilindri a iniezione diretta a bassa pressione. Eroga 80 cavalli a 3.500 giri/min e 191 Nm di coppia a 1.800   giri/min, con un consumo di carburante dichiarato di 13 km/l.
Il Traviz utilizza una versione a iniezione diretta common rail conforme alla normativa Euro 4 del motore 4JA1. Produce 78 cavalli a 3.900 giri/min e 176,5 Nm di coppia a 1.800 giri/min.